# James Beaton
Pour les articles homonymes, voir Beaton.
James Beaton (v.1473 – 14 février 1539) est un prélat et homme politique écossais. 

## Biographie
Il est le sixième fils de John Beaton, de Balfour, et de Marjory, fille de Sir David Boswell. Son neveu est David Beaton.
Prévôt de l'église collégiale de Bothwell (1503), abbé de Dunfermline et prieur de Whitern (1504), grand-trésorier de 1505 à 1508, il devient évêque de Galloway puis archevêque de Glasgow (1508). Après la mort de Jacques IV à Flodden (1513), il entre au conseil de régence. Le duc d'Albany le nomme alors chancelier d'Écosse à partir de septembre 1515 pendant la minorité de Jacques V et lui donne en 1517 la présidence du conseil pendant son voyage en France. En 1522, il devient archevêque de Saint-Andrews. S'oppossant aux projets du roi d'Angleterre Henri VIII qui voulait placer l’Écosse sous sa domination, il abandonne les sceaux en 1525 à la majorité de Jacques V. C'est lui qui avait couronné l'enfant, le 21 septembre 1515.
En 1528, il condamne Patrick Hamilton, premier martyr protestant d’Écosse. En 1538, il célèbre le mariage du roi avec Marie de Guise.